# Trois personnages dans une pièce
Trois personnages dans une pièce (en anglais : Three Figures in a Room) est une œuvre de Francis Bacon.

## Description
Cette œuvre est composée de trois panneaux peints à l'huile de 198 × 147 cm formant un triptyque, présentés sous plexiglas, encadrés de bois clair. L'œuvre ne porte ni signature, ni date. 

## Contexte artistique
Au début des années soixante, le peintre américain Ron Kitaj donne le nom d'École de Londres à l'ensemble de ces six artistes : Francis Bacon, Lucian Freud, Michael Andrews, Frank Auerbach, Leon Kossoff, Graham Sutherland, qui travaillent tous dans la capitale anglaise et qui, tous, revendiquent la pratique d'une peinture figurative. Bacon situe sa figuration à mi-chemin entre abstraction et représentation.

## Composition
« Les triptyques, a dit Bacon en 1979, sont ce que je préfère faire et je pense que c'est lié à l'idée que j'ai toujours eu de faire des films. J'aime la juxtaposition des images séparées sur trois toiles différentes. » Dans Three Figures in a Room, l'espace est refermé, le monde s'est effacé, une plate-forme ellipsoïdale de matière rugueuse et de couleur terreuse se déploie sur les trois panneaux et ne transgresse les limites du triptyque qu'à ses deux extrémités. En fait, dans chaque panneau, la courbe de la plate-forme qui évoque une piste de cirque, ne se continue pas précisément d'une toile à l'autre, renforçant l'isolation de chaque figure. Pourquoi ? Bacon le dit souvent : pour conjurer le caractère figuratif, illustratif, narratif que la Figure aurait nécessairement si elle n'était pas isolée, d'où les procédés de séparation des personnages et de réduction du décor. Le triptyque maintient un rapport entre les parties isolées mais ce rapport n'est ni logique, ni narratif.

## Esthétique
Dans chaque toile, une figure, assise et nue, répond à la situation du panneau dans lequel elle s'inscrit : celle de gauche, de dos, assise sur une cuvette de w.c., est déportée sur la gauche et c'est dans cette direction que s'évacue la canalisation des toilettes donnant la sensation que la figure et même la substance du tableau s'évacuent par là ; celle du milieu, de face et affalée sur un fauteuil bleu disproportionné, envahit le centre de l'image ; celle de droite, de profil et vissée sur un tabouret, semble résister à une force qui l'aspire vers la droite. Deux interprétations divergent sur les modèles des figures. Soit c'est le même individu, son amant George Dyer que Bacon connaissait depuis un an, soit ce sont trois modèles différents: à gauche, George Dyer, à droite le peintre Lucian Freud, ami de Bacon, au centre Bacon lui-même. D'après le critique d'art David Sylvester, les poses des figures centrale et de droite peuvent avoir été inspirées par le Crépuscule et l'Aurore de Michel Ange à la chapelle des Médicis (Sagrestia Nuova), la figure de gauche offre un des exemples évidents de l'influence du pastel de Degas de la National Gallery (Après le bain) sur la manière dont Bacon traite la colonne vertébrale qui semble sortir de la chair. Cette figure est aussi inspirée par le torse du Belvédère du musée du Vatican, marbre antique célèbre qui avait déjà inspiré Michel Ange pour L'Esclave rebelle du Louvre et Rodin pour Le Penseur. Mais ici, le rocher d'Hercule est devenue une cuvette de toilette. 
Ce que recherche Bacon, c'est peindre la sensation. Les personnages sont tordus, étirés, convulsés au moyen de touches larges à la brosse dure ou gros pinceau appliqués avec un geste rapide et nerveux, de frottis vigoureux, de coups de chiffons ou d'éponge. Des taches noires disséminées sur les corps de couleur claire rappellent la corruption de toute chair. « C'est sûr, nous sommes de la viande, des carcasses en puissance » dit-il dans un entretien avec David Sylvester. En 1971, la veille du vernissage de sa rétrospective au Grand Palais, Bacon retrouve le corps de George Dyer mort et recroquevillé sur le siège des toilettes de leur chambre d'hôtel parisien. On peut voir dans ce triptyque un rêve prémonitoire.

## Expositions
Acheté en 1968 par l'État français, le triptyque Three Figures in a Room est attribué au Centre Georges-Pompidou en 1976. Avant cette acquisition, il est présenté dans deux expositions :
- Exposition Francis Bacon, Hambourg (Allemagne), Kunstverein, 1965 //Stockholm (Suède), Moderna Museet // Dublin (Irlande), The Municipal Gallery of Modern Art // Londres (Angleterre), Marlborough Fine Art
- Exposition Francis Bacon, Londres (Angleterre), Marlborough Fine Art, 1967

Depuis son achat par l'Etat français, il a été exposé de nombreuses fois :
- Rétrospective Francis Bacon,  Paris (France), Galeries du Grand Palais, octobre 1971-janvier 1972 // Düsseldorf (Allemagne), Kunsthalle
- Rétrospective Francis Bacon, Londres (Angleterre), Tate Gallery, 1985-1986 //Stuttgart (Allemagne), Staatsgalerie // Berlin (Allemagne), Nationalgalerie
- Bacon à Venise, Venise (Italie), Museo Correr - Museo Civici Veneziani, juin-octobre 1993
- Rétrospective Francis Bacon, Paris (France), Centre Pompidou, juin-octobre 1996
- Francis Bacon, Munich (Allemagne), Haus der Kunst, décembre 1996-février 1997
- La Collection du Centre Georges Pompidou : les chefs-d'œuvre du musée national d'Art moderne, Tokyo (Japon), Museum of Contemporary Art, septembre-décembre 1997
- Francis Bacon : The Human Body, Londres (Royaume-Uni), Hayward Gallery, février-avril 1998
- Présentation des collections permanentes (collections modernes), Paris (France), Centre Pompidou, novembre 1999-décembre 2002
- Présentation des collections permanentes (collections modernes), Paris (France), Centre Pompidou, avril 2003-avril 2005
- Big Bang, Paris (France), Centre Pompidou, mai 2005-février 2006
- Artists and their models : masterpieces from the Centre Pompidou, Rome (Italie), Scuderie del Quirinale, mai 2006-novembre 2006 // Istanbul (Turquie), Istanbul Modern Art Museum, septembre-novembre 2006 // Hong Kong (République populaire de Chine), Hong Kong Museum of Art, septembre-décembre 2006
- Francis Bacon, Londres (Royaume-Uni), Tate Britain, septembre 2008-janvier 2009 // Madrid (Espagne), Museo Nacional del Prado, février-avril 2009 // New York (États-Unis), The Metropolitan Museum of Art, mai-août 2009
- Présentation des collections permanentes (collections modernes) : Paris (France), Centre Pompidou, février 2010-février 2012
- Exposition Masculin masculin, musée d'Orsay, Paris (France), septembre 2013-janvier 2014